# Catrin Jexell
Catrin Jexell, född 17 februari 1963, är en före detta professionell svensk tennisspelare.

## Biografi
Jexell, fostrad i Halmstad, spelade professionellt under 1980-talet. Hon tävlade först för Sverige i Fed Cup 1982 och spelade i totalt sju omgångar. Hennes enda WTA-titel kom 1982 under Hong Kong Open. 1983 fick hon en andraplats i Ridgewood och vann över Hana Mandlikova i Filderstadt. Hon kom till tredje rundan av Franska öppna 1984.
Jexell har vunnit tre SM-guld, varav två i singel.
Efter avslutad karriär, 1988, arbetade Jexell som tränare, bland annat för svenska juniorlandslaget, men framför allt som chefstränare i Varbergs tennisklubb. Idag är hon arbetsförmedlare på Arbetsförmedlingen.

## WTA Tour-finaler

### Singel (1-1)
| Placering | Datum          | Turnering       | Tier        | underlag | Motståndare    | Resultat |
| --------- | -------------- | --------------- | ----------- | -------- | -------------- | -------- |
| Vinst     | November, 1982 | Hong Kong       | Category 1  | Hard     | Alycia Moulton | 6–3, 7–5 |
| Förlust   | Februari, 1983 | Ridgewood, U.S. | Category 1+ | Carpet   | Alycia Moulton | 4–6, 2–6 |